# خورشیدگرفتگی ۲۶ نوامبر ۲۰۷۶

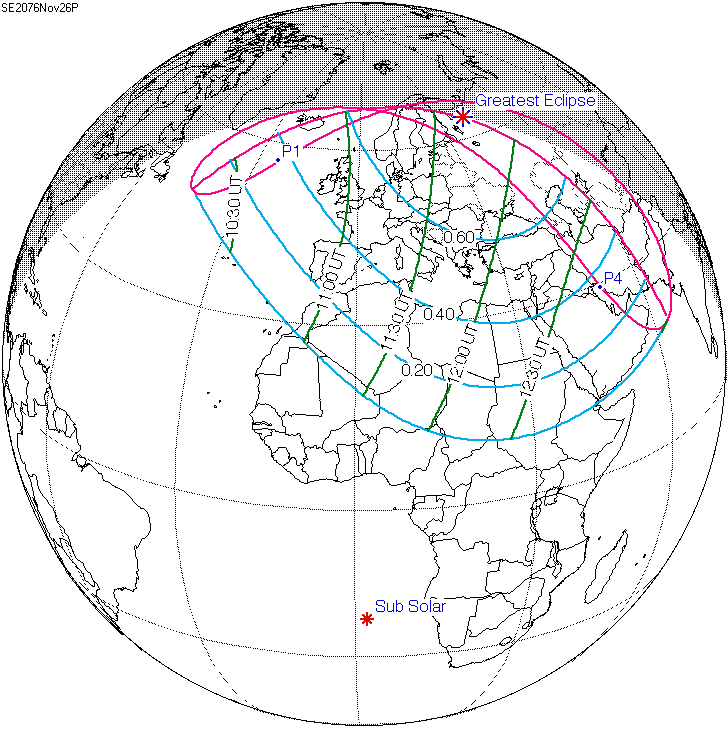
نقشه مسیر خورشید گرفتگی روی زمین

خورشیدگرفتگی ۲۶ نوامبر ۲۰۷۶ (به انگلیسی: Solar eclipse of November 26, 2076) یک خورشیدگرفتگی از نوع خورشیدگرفتگی جزئی است. این خورشیدگرفتگی در تاریخ ۲۶ نوامبر ۲۰۷۶ میلادی (‎۶ آذر ۱۴۵۵ خورشیدی) روی خواهد داد که زمان اوج آن، ساعت ۱۱:۴۳:۰۱ به‌وقت ساعت هماهنگ جهانی است.